# Poseidons hemlighet
Poseidons hemlighet (engelska: Beyond the Poseidon Adventure) är en amerikansk katastroffilm från 1979 i regi av Irwin Allen. Filmen är baserad på romanen Poseidonkatastrofen av Paul Gallico. I huvudrollerna ses Michael Caine och Sally Field. Filmen är en uppföljare till SOS Poseidon från 1972.

## Handling
Kryssningsfartyget SS Poseidon, numera ett vrak efter en tsunami, drar till sig skattletare där det flyter på havet efter att räddningsinsatsen avslutats. Men de finner inte bara värdeföremål utan också fler överlevare från olyckan, dock är varken fartyget eller de ombordvarande att lita på och ny dramatik utbryter. 

## Rollista i urval
- Michael Caine - Kapten Mike Turner
- Karl Malden - Wilbur Hubbard
- Sally Field - Celeste Whitman
- Telly Savalas - Kapten Stefan Svevo
- Peter Boyle - Frank Mazzetti
- Angela Cartwright - Theresa Mazzetti
- Jack Warden - Harold Meredith
- Shirley Knight - Hannah Meredith
- Veronica Hamel - Suzanne Constantine
- Shirley Jones - Gina Rowe, sjuksyster
- Slim Pickens - Dewey "Tex" Hopkins
- Mark Harmon - Larry Simpson, hisskötare
- Paul Picerni - Kurt
- Patrick Culliton - Doyle
- Dean Raphael Ferrandini - Castrop